# Fazıl Say
Fazıl Say (* 14. ledna 1970 Ankara) je turecký klavírista a skladatel.
Say studoval klavír a kompozici na Státní konzervatoři v Ankaře. V sedmnácti letech obdržel cenu od German Academic Exchange Service a studoval u Davida Levina v Düsseldorf v Německu. V letech 1992 až 1995 pokračoval ve studiu na berlínské konzervatoři. Jeho vítězství na Young Concert Artists International Auditions v roce 1994 mu umožnilo kariéru koncertního klavíristy.
Fazil Say vystupoval i v Praze, mj. na festivalu Struny podzimu 2001 a na Pražském jaru 2002.